# Христо Гетов-Оббов
Христо Христов Гетов-Оббов е български политик от Българския земеделски народен съюз (БЗНС) и революционер.

## Биография
Роден е на 11 април 1893 г. Брат е на политика Александър Оббов. Участва в освободителното движение на македонските българи. Бил е четник в четата на Иван Бърльо през 1911 г. Получава задача да убие турчин от село Вирче, която изпълнява. След това се завръща в България сам, тъй като в четата е сметнат за убит. При избухването на Балканската война в 1912 година взема участие в Македоно-одринското опълчение. Награждаван е със седем медала за храброст. Между 1919 и 1923 г. е секретар в българското посолство в Париж. След това е част от Задграничното представителство на БЗНС в Югославия, където още са Коста Тодоров, Александър Оббов, Недялко Атанасов и Христо Стоянов. Участва в организирането на четата, която завзема за кратко Годеч през 1925 г. След 9 септември 1944 г. е известно време заместник-кмет на Плевен. Приятел е на Николай Райнов, Николай Лилиев, Константин Щъркелов, Чудомир и други.
Умира на 1 юли 1994 г. Погребан е без свещеник и без граждански ритуал, според изричната му воля.